# Seleção Neerlandesa de Beisebol
A Seleção Neerlandesa de Beisebol representa os Países Baixos nas competições internacionais de beisebol, como o Campeonato Europeu e a Copa do Mundo.
É a maior vencedora do Campeonato Europeu com 20 títulos no total até a edição de 2010.